# Hồi sức tích cực
Chăm sóc tích cực, ICU (Intensive Care Unit), hay còn gọi chăm sóc đặc biệt, là khu vực điều trị cho các bệnh nhân nặng, có đội ngũ bác sĩ, y tá chuyên khoa theo dõi thường xuyên từng bệnh nhân.
Tại đây, máy móc được sử dụng để theo dõi mọi chỉ số của bệnh nhân, từ nhịp tim, thân nhiệt đến tỉ lệ oxy trong máu.

## Lịch sử
Năm 1950, bác sĩ gây mê Peter Safar đã thiết lập khái niệm hỗ trợ cuộc sống tiên tiến, giữ cho bệnh nhân được an thần và thở máy trong môi trường chăm sóc đặc biệt. Safar được coi là bác sĩ đầu tiên của y học chăm sóc đặc biệt như một chuyên khoa.
Để đối phó với dịch bệnh bại liệt (nơi nhiều bệnh nhân cần được thông khí và giám sát liên tục), Bjørn Aage Ibsen đã thành lập đơn vị chăm sóc đặc biệt đầu tiên ở Copenhagen trong năm 1953.
Ứng dụng đầu tiên của ý tưởng này ở Hoa Kỳ là vào năm 1955 bởi William Mosenthal, một bác sĩ phẫu thuật tại Trung tâm Y tế Dartmouth-Hitchcock. Vào những năm 1960, tầm quan trọng của rối loạn nhịp tim như một nguồn gốc của bệnh tật và tử vong trong nhồi máu cơ tim (các cơn đau tim) đã được công nhận. Điều này dẫn đến việc sử dụng thường xuyên theo dõi tim trong ICU, đặc biệt là sau cơn đau tim.